# Zelenopillia (Lugansk)
Zelenopillia o Zelenopolye (en ucraniano: Зеленопілля, en ruso: Зеленополье) es una localidad del raión de Sverdlovsk en el óblast de Lugansk, Ucrania. Fue fundada en 1925 con el nombre Kolesnikov y a partir de 1940 recibió su nombre actual.